# Théodore Brelet
Théodore Brelet, né le 18 avril 1855 à Baume-les-Dames où il est mort le 24 août 1942, est un haut-fonctionnaire français.

## Distinctions
- Officier d'académie (1894).
- Officier de l'Instruction publique (1901).
- Officier de l'ordre du Mérite agricole (1903).
- Commandeur de la Légion d'honneur (1920).